# Laforce
Laforce es un municipio canadiense situado en la provincia de Quebec.

## Superficie
Laforce tiene una superficie de 436,78 km².

## Demografía
En 2021, tenía 320 habitantes, una densidad poblacional de 0,7 hab./km², y 124 viviendas.